# Гюнтер Грасс
Гюнтер Вільгельм Грасс (нім. Günter Grass; 16 жовтня 1927, Данциг — 13 квітня 2015, Любек) — німецький письменник, лауреат Нобелівської премії з літератури 1999 року.
Творчість і роль Грасса як письменника і політичного інтелектуала були предметом численних досліджень і зацікавленості ЗМІ як вдома, так і за кордоном. Його головним мотивом була втрата батьківщини, Гданська, і протистояння з націонал-соціалістичним минулим, що знайшло відображення в багатьох його творах. Він часто використовував свою популярність як письменник, щоб публічно коментувати поточні політичні та соціальні події. Протягом багатьох років він брав активну участь у виборчих кампаніях СДПН.
Книги Грасса були перекладені багатьма мовами, а деякі з них були екранізовані.

## Біографія
Народився 16 жовтня 1927 року в Данцигу (тепер Гданськ). Його батько, Віллі Грасс (1899—1979), німець за національністю та протестант за віросповіданням. Мати Гелена Грасс (1898—1954) була парафіянкою Римо-католицької церкви, а за національністю належала до кашубів. Крім цього у сім'ї також була дочка 1930 року народження.
Його батьки мали бакалійну крамницю з прибудованою квартирою у районі Лангфур у передмісті Данцига. Грасс виховувався у католицькому оточенні під великим впливом матері. У неї було скромне зібрання книжок, де, крім розважальної белетристики, можна було знайти твори відомих письменників. Крім того, мати була членкинею клубу аматорів літератури.
Молодий Грасс належав до більшості, яка співіснувала з владою без спротиву чи застережень. У роки панування нацизму він пройшов типовий для більшості тодішніх німецьких юнаків шлях: 1937 — член юнгфольку, 1941 — вступив до гітлер'югенду, 1942 — воєнний льотчик-доброволець, 1944 — служить танкістом у вермахті. Майбутній письменник брав участь у боях, був поранений, потрапив у Баварії до американського полону, потім до англійського табору для військовополонених, де працював на каменоломнях. У 1946 році, через ушкодження плеча, його звільнили. Ще під час перебування у таборі почався його поступовий процес перевиховання. Справжнє душевне потрясіння викликали в юнака відвідини табору смерті в Дахау. Родина Ґрассів, що змушена була покинути Данциг, як і тисячі інших німців, оселилася у Берліні. Ґюнтер не завершив навчання у гімназії, не здобув повноцінної освіти, що пізніше розглядав як свою перевагу.
У тяжкі повоєнні роки він брався за всіляку роботу: був каменярем, помічником скульптора, навчався у вищих школах образотворчого мистецтва. Згодом заробляв на життя малюнками та ілюстраціями, робив невеличкі керамічні фігурки звірів та птахів.
Протягом весни та літа 1952 року Грасс перебував у Франції, подорожуючи, живучи випадковими заробітками. У цей час починає багато писати, переважно поезію. У Франції він зустрів свою майбутню першу дружину, дівчину із заможної швейцарської родини, яка хотіла стати балериною. Після смерті матері в 1954 році Грасс одружився. Разом із молодою дружиною він оселився у Парижі. В ательє, розташованому у вологому напівпідвалі, молодий скульптор ліпив із глини фігурки тварин і птахів, які виготовляв на продаж. Там він обпалював їх у грубці, яка зігрівала їхнє двокімнатне помешкання, і в ній же палив перші варіанти майбутнього роману «Бляшаний барабан».

## Політичні погляди
Від початку своєї творчої кар'єри Гюнтер Грасс бере активну участь у політичному житті Німеччини, як у післявоєнні роки, коли країна була розділена, так і після її возз'єднання. Він вважав себе лівим, котрий виступає з позицій демократії, антитоталітаризму, антимілітаризму, ставиться гостро-критично до сучасного капіталізму та псевдосоціалізму радянського типу.
У 1960-х роках Грасс виявляє велику політичну активність. Разом із Генріхом Беллем і Зігфрідом Ленцом підтримує соціал-демократичного кандидата на пост канцлера Західної Німеччини Віллі Брандта. Підтримка соціал-демократів здійснювалася не лише в статтях і радіопередачах. Ґрасс виступав на мітингах, брав участь у громадських дискусіях, супроводжував Брандта в його поїздках по країні і закордоном. Це був для письменника час великого громадянського піднесення. Спогади про цей час описані у книзі «Із щоденника слимака» (нім. «Aus dem Tagebuch einer Schnecke»). Книжка була, головним чином, публіцистичною. У ній Грасс розповідав про позитивний і негативний політичний досвід, ним особисто набутий. У книзі він виступав проти будь-якої утопії, яка обов'язково зазнає краху.
Публіцистичні виступи Грасса дуже часто викликають запеклі дискусії. Наприклад, його епатажні статті, де він ставив під сумнів своєчасність об'єднання Німеччини, яка, на його думку, ще не дозріла політично і, ставши великою та могутньою, може взятися за старе.
4 квітня 2012 року в низці світових газет було надруковано вірш Грасса «Те, що має бути сказано» (нім. «Was gesagt werden muss»), розкритикувавши Ізраїль за його політику щодо Ірану, а також заплановане постачання підводних човнів із Німеччини до Ізраїлю. Вірш спровокував скандал та різку реакцію уряду Ізраїлю, який оголосив Грасса персоною нон грата й заборонив йому в'їзд у країну. Крім того, семітські та юдейські спільноти звинуватили письменника в антисемітизмі і пропонували позбавити його Нобелівської премії.
Через два місяці Грасс опублікував ще один вірш актуальної політичної тематики «Сором Європи», звинувативши Європу та «міжнародних лихварів» ув утисках Греції. Заключні рядки: «У маразмі ти зморщишся без країни, дух якої тебе, Європо, створив».

## Скандал
У 2006 році Гюнтер Грасс приголомшив усе суспільство, оголосивши, що під час війни він служив у Ваффен-СС. У той час, за словами Грасса, він сприймав цю організацію як космополітичні елітні війська, а в подвійних рунах у петлицях уніформи Ваффен-СС не бачив нічого поганого. Грасс заявив, що під час служби в Ваффен-СС він не здійснював військових злочинів і не зробив жодного пострілу.

## Смерть
Грасс помер 13 квітня 2015 року в Любеку у 87-річному віці від легеневої інфекції.

## Основні твори
- Die Vorzüge der Windhühner (поеми, 1956)
- Die bösen Köche. Ein Drama (драма, 1956)
- Hochwasser. Ein Stück in zwei Akten (драма, 1957)
- Onkel, Onkel. Ein Spiel in vier Akten (драма, 1958)
- Danziger Trilogie
  - Die Blechtrommel (Бляшаний барабан) (1959)
  - Katz und Maus (Кішка і миша) (1961)
  - Hundejahre (1963)
- Gleisdreieck (поеми, 1960)
- Die Plebejer proben den Aufstand (драма, 1966)
- Ausgefragt (поеми, 1967)
- Über das Selbstverständliche. Reden — Aufsätze — Offene Briefe — Kommentare (промови, есе, 1968)
- Örtlich betäubt (1969)
- Aus dem Tagebuch einer Schnecke (1972)
- Der Bürger und seine Stimme. Reden Aufsätze Kommentare (промови, есе, 1974)
- Denkzettel. Politische Reden und Aufsätze 1965—1976 (політичні промови та есе, 1978)
- Der Butt (1979)
- Das Treffen in Telgte (1979)
- Kopfgeburten oder Die Deutschen sterben aus (1980)
- Widerstand lernen. Politische Gegenreden 1980—1983 (політичні промови, 1984)
- Die Rättin (1986)
- Zunge zeigen. Ein Tagebuch in Zeichnungen (1988)
- Unkenrufe (1992)
- Ein weites Feld (1995)
- Mein Jahrhundert (Моє сторіччя) (1999)
- Im Krebsgang (2002)

## Переклади українською
- Бляшаний барабан: роман / Ґюнтер Ґрас; пер. з нім. О. Логвиненко. — Київ: Юніверс, 2005. — 776 с. — (Лауреати Нобелівської премії 1999).
- Бляшаний барабан: роман / Ґюнтер Ґрасс; [переклад з німецької Олекси Логвиненка]. — Харків : Фоліо, 2012. — 954 с.
- Кіт і миша: повість / Ґюнтер Ґрасс; [пер. з нім. Н. Сняданко]. — Харків: Фоліо, 2008. — 186 с.
- Моє сторіччя / Ґюнтер Ґрасс; пер. з нім. Н. Сняданко. —Львів : Видавництво Старого Лева, 2017. — 400 с.